# Route Adélie de Vitré 2018
Die 23. Route Adélie 2018 war ein französisches Straßenradrennen. Das Eintagesrennen startete und endete in Vitré nach 197,8 km. Dieses Radrennen fand am Freitag, den 30. März 2018, statt. Es gehörte zur UCI Europe Tour 2018 und war dort in der Kategorie 1.1 eingestuft. 

## Teilnehmende Mannschaften
| WorldTeams (2)- AG2R La Mondiale - Groupama-FDJ Professional Continental Teams (12)- Androni Giocattoli-Sidermec - Cofidis, Solutions Crédits - Delko-Marseille Provence-KTM - Direct Énergie - Euskadi Basque Country-Murias - Fortuneo-Samsic - Gazprom-RusVelo - Holowesko-Citadel - Israel Cycling Academy - Manzana Postobón - UnitedHealthcare - Vital Concept Continental Teams (5)- Cibel-Cebon - Lotto-Kern-Haus - Roubaix Lille Métropole - Saint Michel-Auber 93 - Vorarlberg-Santic |
| |

## Rennergebnis
| \| Gesamtwertung \| Gesamtwertung \| Gesamtwertung \| Gesamtwertung \| Gesamtwertung \| \| Fahrer \| Fahrer \| Land \| Team \| Zeit \| \| ------------- \| ----------------- \| ------------- \| -------------------------- \| --------------- \| \| 1. \| Silvan Dillier \| Schweiz \| AG2R La Mondiale \| 4 h 42 min 05 s \| \| 2. \| Benoît Vaugrenard \| Frankreich \| Groupama-FDJ \| + 0 s \| \| 3. \| Justin Mottier \| Frankreich \| Vital Concept \| + 2 s \| \| 4. \| Anthony Delaplace \| Frankreich \| Fortuneo-Samsic \| + 3 s \| \| 5. \| Paul Ourselin \| Frankreich \| Direct Énergie \| + 5 s \| \| 6. \| Ricardo Vilela \| Portugal \| Manzana Postobón \| + 5 s \| \| 7. \| Samuel Dumoulin \| Frankreich \| AG2R La Mondiale \| + 1 min 28 s \| \| 8. \| Hugo Hofstetter \| Frankreich \| Cofidis, Solutions Crédits \| + 1 min 28 s \| \| 9. \| Anthony Maldonado \| Frankreich \| Saint Michel-Auber 93 \| + 1 min 28 s \| \| 10. \| Maxime Daniel \| Frankreich \| Fortuneo-Samsic \| + 1 min 28 s \| |                   |            |                            |                 |
| |                   |            |                            |                 |
| Quelle: ProCyclingStats |                   |            |                            |                 |
| Gesamtwertung |                   |            |                            |                 |
| Fahrer | Fahrer            | Land       | Team                       | Zeit            |
| 1. | Silvan Dillier    | Schweiz    | AG2R La Mondiale           | 4 h 42 min 05 s |
| 2. | Benoît Vaugrenard | Frankreich | Groupama-FDJ               | + 0 s           |
| 3. | Justin Mottier    | Frankreich | Vital Concept              | + 2 s           |
| 4. | Anthony Delaplace | Frankreich | Fortuneo-Samsic            | + 3 s           |
| 5. | Paul Ourselin     | Frankreich | Direct Énergie             | + 5 s           |
| 6. | Ricardo Vilela    | Portugal   | Manzana Postobón           | + 5 s           |
| 7. | Samuel Dumoulin   | Frankreich | AG2R La Mondiale           | + 1 min 28 s    |
| 8. | Hugo Hofstetter   | Frankreich | Cofidis, Solutions Crédits | + 1 min 28 s    |
| 9. | Anthony Maldonado | Frankreich | Saint Michel-Auber 93      | + 1 min 28 s    |
| 10. | Maxime Daniel     | Frankreich | Fortuneo-Samsic            | + 1 min 28 s    |